# R.U.S.E.
R.U.S.E. — відеогра, стратегія в реальному часі на тему Другої світової війни, розроблена французькою компанією Eugen Systems і видана Ubisoft для Microsoft Windows, PlayStation 3 і Xbox 360 в 2010 році. Особливістю гри є можливість використання різних засобів маскування, зведення фальшивих споруд та інших хитрощів, звідки й назва (англ. ruse — хитрість, трюк).

## Ігровий процес

### Основи
Гра показує реалістичні поля бою без притаманної багатьом іграм на тему Другої світової війни похмурої атмосфери з можливістю масштабування. Поле бою демонструється як «оживлена» карта на столі у військовому штабі. При великому масштабуванні юніти позначаються схематично або фішками, переміщення військ супроводжується стрілками, ніби на карті. Представлено кілька фракцій: США, Об'єднане Королівство, СРСР, Франція, Німеччина, Італія та Японія. В мультиплеєрі наявні як індивідуальні, так і кооперативні бої 2 x 2, 3 x 3 чи 4 x 4.
Існує кілька режимів, що надають різні технології: 1939+, 1942+, 1945+, Тотальна війна (технології поступово розвиваються з рівня 1939 року по 1945) і Атомна війна (після 1945 року з можливістю використання атомної зброї).
Всього в грі нараховується більш як півтори сотні різних юнітів, як піхота, артилерія, танки, гармати, літаки, і новітні розробки, серед яких німецька ракета V-2 і американська атомна артилерія Long Tom. Різні юніти замовляються в різних будівлях, на базах чи в бараках. Головною будівлею є Командний центр, без якого неможливе використання військових хитрощів і зведення нових будівель.
Економічна система досить проста як для свого жанру. Існує тільки один ресурс — гроші. Вони отримуються або від сировинних баз, зведених в наперед визначеному місці, з яких будуть відправлятися обози з ресурсами, або від малих командних центрів, що регулярно постачають ресурси, але в малій кількості.

### Військові хитрощі (ruses)
Система хитрощів дозволяє обманювати ворога та посилювати власні війська. Кожен прийом має певний радіус дії і тривалість. Деякі з хитрощів скасовують використовувані хитрощі противника. Всі вони поділяються на чотири групи:
- Виявлення. Розшифровка — показує всі переміщення ворогів стрілками. Шпигунський план — показує всі неопізнані / приховані юніти.
- Приховування. Радіотиша — всі союзні одиниці залишаються прихованими від системи виявлення противника на 5 хвилин. Камуфляжна сітка — приховує всі союзні будівлі в секторі.
- Приманки. Фальшива будівля — створення несправжньої будівлі, яку противник автоматично обирає за ціль. Фальшивий наступ — створення несправжніх бойових одиниць, які не можуть атакувати і знищуються з одного пострілу. Зворотнє маркування — легкі бойові одиниці позначаються як важкі і навпаки.
- Агресивні. Бліц-план — всі дружні загони рухаються на 50 % швидше. Терор — ворожі одиниці уникають бою. Фанатизм — всі дружні юніти кидаються в бій і боротимуться до смерті.

Інтерфейс R.U.S.E. максимально лаконічний, панелі будівництва/замовлення військ /військових хитрощів можуть згортатися, а звична для стратегій реального часу міні-карта відсутня.

## Сюжет
Режим кампанії зосереджений на Другій світовій війні з точки зору майора армії США Джозефа Шерідана. Він командує Першою бронетанковою дивізією, а різноманітну інформацію йому повідомляє полковник Ендрю Кемпбелл з Міністерства оборони. Їм протистоїть німецький майор Еріх фон Ріхтер, проти якого американці воють в різних частинах світу і країнах (Африці, Італії, Франції, Голландії, Бельгії та Німеччині) впродовж 23-х місій.
Гра починається зі штурму замку Кольдіц біля Лейпцигу в Німеччині 25 квітня 1945 року з метою врятувати шпигуна союзників. Для цього гравець зачищає територію, підходить до замку, де бореться з танками «Тигр».
Дія переноситься в 1943-й рік до Тунісу, де слід пробитися до міста Касерін. Після оборони Касеріну Шерідан з Кемпбеллом зустрічають генерала Чарльза Везербі, який дає завдання підтримати французів у Алжирі в боротьбі проти італійських фашистів. В Тунісі вони утримують Сіді-бузід та знищують німецький штаб.
За кілька місяців по тому Шерідана направляють до Італії з метою встановити лінію підтримки і знищити фашистів в області Кампанія. Армія Шерідана поступово підходить до Монте Казіно, де розбомблює ворожу артилерію і штаб.
Союзники починають відкриття Другого фронту в 1944 році з операції «Оверлорд». Гравець встановлює плацдарм і просувається узбережжям. По знищенню танків Sturmgeschütz III Ausf. і винищувачів, генерал захоплює Шербур.
В Німеччині восени 1944-го гравець захоплює німецький штаб в Грейві, а потім захищає його. Після цього він супроводжує союзні сили. В Бельгії Шерідан здійснює розвідку, що дає можливість утримати Бастонь. Згодом він захоплює фон Ріхтера в Люксембургу і вирушає до Німеччини.
Шерідану вдається досягнути Торгау 9 травня 1945 року раніше за радянські війська, але Перший Український фронт захоплює дослідницький центр, де розробляються прототипи. Залишки німецьких військ намагаються штурмувати його. Шерідан утримує позицію. 9 червня 1945-го відбувається остання битва в Тюрингії проти потрійного агента Катерини Гарнер, яка збирається скористатися ракетами Фау-2 аби продовжити війну на Заході. За допомогою ядерної артилерії Катерину вдається зупинити, на чому кампанія завершується.

## Завантажувані доповнення
- The Chimera Pack — випущене 21 листопада 2010, додає нові карти і випробування.
- Manhattan Project Pack — випущене 18 січня 2011, додає нові мультиплеєрні карти 2 x 2 і 3 x 3, та режими Тотальна війна і Атомна війна.
- The Pack of The Rising Sun — вийшло 16 лютого 2011, вводить в гру Японію.